# Kęstutis Šapka
Kestutis Sapka (Vilna, Lituania, (en el año de su nacimiento parte de la Unión Soviética), 15 de noviembre de 1949) fue un atleta soviético especializado en la prueba de salto de altura, en la que consiguió ser subcampeón europeo en 1974.

## Carrera deportiva
En el Campeonato Europeo de Atletismo de 1974 ganó la medalla de plata en el salto de altura, con un salto de 2.25 metros que igualaba el récord de los campeonatos, siendo superado por danés Jesper Tørring (oro también con 2.25 m pero en menos intentos) y por delante del checoslovaco Vladimír Malý (bronce con 2.19 m).